# レオポルド・シュルホフ
レオポルド・シュルホフ（Léopold SchulhofまたはLipót Schulhof、1847年3月12日-1921年10月）は、ハンガリー（当時はオーストリア＝ハンガリー帝国）の天文学者。
彼はウィーンやパリで彗星と小惑星について研究し、1893年にフィンレー彗星が再び現れることを予言した。また彼は小惑星も1つ発見している。なお、小惑星(2384)のシュルホフ (小惑星)は、彼に因んで命名された。